# Dihammaphora bruchi
Dihammaphora bruchi är en skalbaggsart som beskrevs av Aurivillius 1922. Dihammaphora bruchi ingår i släktet Dihammaphora och familjen långhorningar.
Artens utbredningsområde är Paraguay. Inga underarter finns listade i Catalogue of Life.